# Johannes Knoblauch

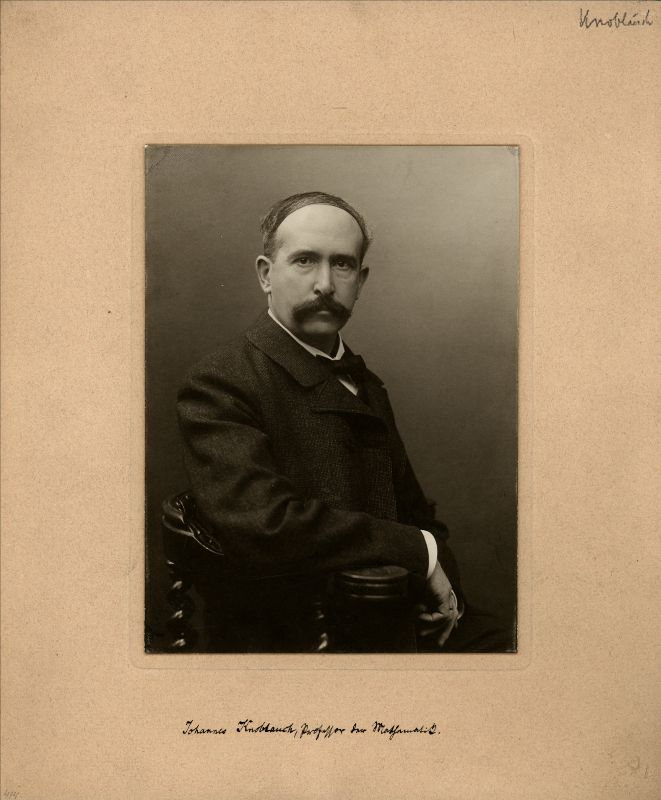
Johannes Knoblauch

Johannes Knoblauch (ur. 27 sierpnia 1855 w Halle (Saale), zm. 22 lipca 1915 w Berlinie) – niemiecki matematyk.

## Życiorys
Syn fizyka Hermanna Knoblaucha (1820–95) i Elisabeth Zelle (1827–55). Od 1872 studiował prawo, fizykę i matematykę na uniwersytetach w Halle, Heidelbergu i Berlinie. W 1882 roku w Berlinie na podstawie rozprawy Ueber die allgemeine Wellenfläche otrzymał tytuł doktora. W 1883 roku habilitował się i został Privatdozentem, od 1889 roku profesor nadzwyczajny matematyki na Uniwersytecie Fryderyka Wilhelma w Berlinie.
Był uczniem Karla Weierstrassa i Gustava Kirchhoffa.
Członek założyciel Berliner Mathematische Gesellschaft, przez 13 lat należał do komitetu redakcyjnego Journal für die reine und angewandte Mathematik. Żonaty z Luise Eyssenhardt (1865-1940).
Zmarł w 1915 roku. Pochowany jest na cmentarzu w Berlinie-Friedrichshain.

## Wybrane prace
- Theorie der algebraischen Curven und Flächen höherer Ordnung. 1885
- Einleitung in die allgemeine Theorie der krummen Flächen. B. G. Teubner, 1888
- Ueber Biegungscovarianten. Journal für die reine und angewandte Mathematik, 1893
- Vorlesungen über die Theorie der Elliptischen Functionen.
- Die Biegungs-Invarianten und Kovarianten von gegebener Ordnung. 1906
- Ein Bildnis Leonhard Eulers in Privatbesitz. Sitzungsberichte der Berliner Mathematischen Gesellschaft 11, 1912
- Die Differentialgleichung der Flächen mit isometrischen Krümmungslinien. 1912
- Grundlagen der Differentialgeometrie. B.G. Teubner, 1913